# Algimanta Pabedinskienė
Algimanta Pabedinskienė (ur. 25 marca 1965 w Lipawie) – litewska inżynier i polityk, od 2012 do 2016 minister pracy i opieki socjalnej.

## Życiorys
W 1983 została absolwentką szkoły średniej w Mariampolu, a w 1988 ukończyła studia w Wileńskim Instytucie Inżynierii Budownictwa. Uzyskała uprawnienia inżyniera budownictwa. Pracowała w instytucie projektowym, prowadziła własną pracownię, była dyrektorem spółki prawa handlowego i wykładowcą ekonomii.
W wyborach w 2008 i w 2012 bez powodzenia kandydowała do Sejmu Republiki Litewskiej z ramienia Partii Pracy. 13 grudnia 2012 z rekomendacji tego ugrupowania objęła urząd ministra pracy i opieki socjalnej w rządzie Algirdasa Butkevičiusa. W wyborach w 2016 również nie uzyskała mandatu poselskiego. 13 grudnia tegoż roku zakończyła pełnienie funkcji rządowej.